# Calao brévibande
Lophoceros semifasciatus
Espèce
Statut de conservation UICN

 LC  : Préoccupation mineure
Le Calao brévibande (Lophoceros semifasciatus) est une espèce de passereaux de la famille des Bucerotidae.
Son aire s'étend à travers l'Afrique de l'Ouest.